# ピエール＝ナポレオン・ボナパルト
ピエール＝ナポレオン・ボナパルト（Pierre-Napoléon Bonaparte, 1815年10月11日 - 1881年4月7日）は、フランス第二帝政期の皇族。
リュシアン・ボナパルトの息子で、ナポレオン・ボナパルトの百日天下が終わったすぐ後に生まれた。粗暴な性格で世間の評判も悪く、第二帝政成立後も疎んじられた。1870年1月に共和派のジャーナリスト、ヴィクトール・ノワールとトラブルを起こし、ノワールを射殺する事件を起こした。この事件は、ナポレオン3世に対する攻撃の口実となり、各地で共和派の大規模なデモが発生した。

## 子女
エレオノール＝ジュスティーヌ・リュフラン (Éléonore-Justine Ruflin) と結婚し、1男1女をもうけた。
- ロラン（1858年 - 1924年） - 娘マリーはギリシャ王子ゲオルギオスと結婚した。
- ジャンヌ（1861年 - 1910年）